# Михайлович, Душан (политик)
Душан Михайлович (серб. Душан Михайлович / Dušan Mihaйlovič; род. 27 сентября 1948 г., Валево, СФРЮ) — сербский политический, государственный и партийный деятель. Основатель партии «Либералы Сербии», министр внутренних дел и вице премьер-министр Сербии в 2001—2004 годах.

## Биография
Душан Михайлович родился 27 сентября 1948 года в Валево, в семье офицера полиции и домохозяйки. Окончил юридический факультет Белградского университета.
В 1990 году основал «Социал-демократическую партию Сербии», позднее переименованную в «Либералы Сербии».
С 1993 по 1999 год был депутатом Народной скупщины Сербии.
В январе 2000 года «Либералы Сербии» стала частью коалиции «Демократическая оппозиция Сербии», а в декабре того же года состоялись досрочные выборы в Народную скупщину Сербии, где ДОС одержала победу.
25 января 2001 года Михайлович вступил в должность министра внутренних дел страны, а также стал вице премьер-министром.
На посту главы МВД занимался поиском лиц, причастных к убийствам ряда сербских политиков в начале 2000-х годов; в октябре 2002 года провёл массовые задержания в руководстве страны, поместил под круглосуточную охрану в феврале 2001 года и лично руководил арестом свергнутого президента Слободана Милошевича в ночь с 31 марта на 1 апреля того же года, принял участие в его передачи МТБЮ в июне того же года.
3 марта 2004 года сложил полномочия.